# پیلاتوس پی-۴
پیلاتوس پی-۴ (به انگلیسی: Pilatus_P-4) یک هواگرد از نوع پنج سرنشینه monoplane ساخت شرکت Pilatus است. هواگرد پیلاتوس پی-۴ نخستین پروازش را در ۱۹۴۸ میلادی انجام داد. در مجموع، تعداد ۱ فروند از این هواگرد ساخته شده‌است.